# Potomanto
Potomanto es una película de acción y suspenso de 2013 en colaboración de Ghana y Nigeria, dirigida por Shirley Frimpong-Manso. Está protagonizada por Olu Jacobs, Yvonne Okoro y Adjetey Anang. Se estrenó en Silverbird Cinemas, Acra, Ghana, el 20 de diciembre de 2013.

## Sinopsis
Andane, es un expolicía que actualmente trabaja atrapando a infieles. Todo cambia cuando lo contratan para investigar a la esposa de un rico empresario.

## Recepción
Nollywood Reinvented le otorgó una calificación del 55% y elogió su historia y dirección. Ghanafilmindustry.com la calificó con 4 de 10 estrellas y concluyó que  era un intento barato hacia la grandeza.